# Вестбрук (Мејн)
Вестбрук (енгл. Westbrook) град је у америчкој савезној држави Мејн.

## Демографија
По попису из 2010. године број становника је 17.494, што је 1.352 (8,4%) становника више него 2000. године.
| Група             | 2000.          | 2010.          |
| Белци             | 15.512 (96,1%) | 15.963 (91,2%) |
| Афроамериканци    | 142 (0,9%)     | 406 (2,3%)     |
| Азијати           | 132 (0,8%)     | 335 (1,9%)     |
| Хиспаноамериканци | 144 (0,9%)     | 328 (1,9%)     |
| Укупно            | 16.142         | 17.494         |